# Bernd Krauß
Bernd Krauß (15 de junio de 1953) es un deportista de la RDA que compitió en remo.
Participó en los Juegos Olímpicos de Moscú 1980, obteniendo una medalla de oro en la prueba de ocho con timonel. Ganó dos medallas en el Campeonato Mundial de Remo, bronce en 1977 y oro en 1979.

## Palmarés internacional
| Juegos Olímpicos   | Juegos Olímpicos         | Juegos Olímpicos  | Juegos Olímpicos |
| Año                | Lugar                    | Medalla           | Prueba           |
| ------------------ | ------------------------ | ----------------- | ---------------- |
| 1980               | Moscú (URSS)             | Medalla de oro    | Ocho con timonel |
| Campeonato Mundial |                          |                   |                  |
| Año                | Lugar                    | Medalla           | Prueba           |
| 1977               | Ámsterdam (Países Bajos) | Medalla de bronce | Dos sin timonel  |
| 1979               | Bled (Yugoslavia)        | Medalla de oro    | Ocho con timonel |